# Île Kanaga
Pour les articles homonymes, voir Kanaga.
L'île Kanaga est une des îles Andreanof situées dans l'archipel des Aléoutiennes, en Alaska. L'île fait 48 kilomètres de longueur et 10 kilomètres de largeur pour une superficie de 369 km2, faisant d'elle la 42e île la plus vaste des États-Unis. Son point culminant est le Kanaga, un volcan de 1 307 mètres d'altitude.